# Usina Hidrelétrica de Samuel
A Usina Hidrelétrica de Samuel é uma central hidroelétrica no rio Jamari, no município de Candeias do Jamari (a cerca de 52 km ao leste de Porto Velho), no estado de Rondônia, com uma capacidade geradora instalada de 216 MW. Por não possuir bacia acentuada, o rio Jamari recebeu em seu leito um dique de 57 km de extensão de cada margem para formar o lago da hidrelétrica, neste empreendimento que é considerado um dos maiores erros de engenharia no Brasil no século XX.
A construção da Usina Hidrelétrica de Samuel foi iniciada em 1982 pelas Centrais Elétricas do Norte do Brasil S.A (ELETRONORTE). O barramento aconteceu em 1988 e sua operação comercial teve início em 1989, com o total enchimento do reservatório. Destina-se a abastecer o mercado de energia elétrica do Sistema Acre–Rondônia.

## Características gerais
A energia elétrica consumida em Rondônia é gerada pela Usina Hidrelétrica Samuel e por um parque termolétrico operado pela Eletronorte e por produtores independentes de energia. Samuel tem potência instalada de 216 MW.
A hidrelétrica foi concebida inicialmente para suprir as cidades rondonienses de Guajará-Mirim, Ariquemes, Ji-Paraná, Pimenta Bueno, Vilhena, Abunã e a capital, Porto Velho. Atualmente, 90% dos 52 municípios de Rondônia são beneficiados com a energia do sistema Termonorte que está interligado com o sistema nacional. Em 20 de novembro de 2002, a capital do Acre, Rio Branco, passou a ser abastecida também com a energia de Samuel. Em maio de 2006, esse sistema foi ampliado, permitindo que a geração térmica do Acre fosse substituída pela hidráulica, proporcionando a substituição da geração a derivados de petróleo. Além de Samuel, a Eletrobras Eletronorte operava a Usina Termolétrica Rio Madeira, que produzia 90 MW, sendo desativada em 2009.

## Críticas ao empreendimento
Segundo o Movimento dos Atingidos por Barragens (MAB), a obra foi responsável pela criação de grandes bolsões de miséria na periferia de Porto Velho ao ter ignorado direitos e negado assistência há cerca de 650 famílias de atingidos.